# Nino Čelebić
Nino Čelebić (* 3. Januar 1991) ist ein serbisch-montenegrinischer Basketballspieler.

## Werdegang
Der 1,90 Meter große Aufbauspieler wurde beim Verein KK Mega ausgebildet. Im Erwachsenenbereich spielte er für die serbischen Zweitligisten Radnički Obrenovac (2009/10) und KK Mladost Zemun (2011/12), im Spieljahr 2012/13 stand er bei KK Jagodina in der ersten Liga seines Heimatlands unter Vertrag. 2013/14 verstärkte Čelebić wieder den Zweitligaverein KK Mladost Zemun, 2014/15 stand er in Diensten von KK Srem Sremska Mitrovica.
2016/2017 nahm Čelebić am Training des deutschen Zweitligisten Hamburg Towers teil, gehörte aber nicht zum Ligaaufgebot der Norddeutschen. Er wurde in der Sommerpause 2017 vom SC Rist Wedel (2. Bundesliga ProB) verpflichtet und kam für die Mannschaft in der Saison 2017/18 unter Trainer Félix Bañobre auf Mittelwerte von 14,6 Punkten, 4 Korbvorlagen und 2,9 Rebounds je Begegnung. Im Juni 2018 meldete ein weiterer ProB-Verein, Bayer Leverkusen, seine Verpflichtung. Der Serbe erreichte mit Leverkusen unter Trainer Hans-Jürgen Gnad in der Spielzeit 2018/19 den Aufstieg in die 2. Bundesliga ProA und verbuchte auf dem Weg zu diesem Erfolg im Schnitt 10,7 Punkte und 4,3 Korbvorlagen pro Partie. Anschließend wurde sein Vertrag in Leverkusen verlängert, sodass Čelebić mit den Rheinländern auch in der zweithöchsten deutschen Spielklasse antrat. Hier wurde der Serbe im Laufe der Saison 2019/20 von Trainer Gnad in 27 Begegnungen eingesetzt (10,7 Punkte, 3,8 Korbvorlagen, 2,2 Rebounds, 1,6 Ballgewinne/Spiel).
Čelebić, der auch die Staatsangehörigkeit Montenegros besitzt, spielte zu Beginn der Saison 2020/21 für den serbischen Zweitligisten KK Borac Zemun, zu Jahresbeginn 2021 wechselte er nach Kroatien zum Erstligisten KK Vrijednosnice Osijek. Im September 2021 erhielt er einen Vertrag beim brasilianischen Verein Club Athletico Paulistano in São Paulo. Im Januar 2022 schloss er sich wieder KK Borac Zemun in Serbien an.
Čelebić wurde zu Beginn des Spieljahres 2022/23 vom serbischen Zweitligaverein KK Joker Sombor verpflichtet. 2023 ging er zu KK Borac Zemun zurück. Im Sommer 2024 wechselte er zu KK Hercegovac Gajdobra (ebenfalls zweite serbische Liga).